# Скелетная анимация
Скелетная анимация — способ анимирования трёхмерных моделей в мультипликации и компьютерных играх. Он заключается в том, что мультипликатор или моделлер создаёт «скелет», представляющий собой, как правило, древообразную структуру костей, в которой каждая последующая кость «привязана» к предыдущей, то есть повторяет за ней движения и повороты с учётом иерархии в скелете. Далее каждая вершина модели «привязывается» к какой-либо кости скелета. Таким образом, при движении отдельной кости двигаются и все вершины, привязанные к ней. Благодаря этому задача аниматора сильно упрощается, потому что отпадает необходимость анимировать отдельно каждую вершину модели — достаточно лишь задавать положение и поворот костей скелета.
Также благодаря такому методу сокращается и объём информации, необходимой для анимирования. Достаточно хранить информацию о движении костей, а движения вершин высчитываются уже исходя из них.

## Скелетная анимация с развесовками костей
Скелетная анимация с развесовками представляет собой более продвинутый вариант скелетной анимации, в ней каждая вершина модели может быть связана не с одной, а с несколькими костями. При этом для каждой кости определяется свой вес, то есть величина влияния этой кости на перемещение вершины. Чем больше вес какой-то кости, тем сильнее вершина смещается под её влиянием.
Благодаря развесовкам можно анимировать плавные изгибы поверхностей, движения тканей, флаги и т. п.

## Скелетная анимация двумерных моделей
Также скелетная анимация как технология используется в двумерной компьютерной мультипликации, например, в векторном редакторе мультипликации Anime Studio (бывшая Moho) или открытом Synfig Studio. Принцип действия такой же: отдельные фрагменты модели «привязываются» к костям, и далее мультипликатор, вместо того чтобы отрисовывать модель в каждом кадре, задаёт движения костям. Модель персонажа двигается, повторяя движения скелета.

## История
Некое подобие скелетной анимации описано в «Солярисе» Станислава Лема, где Океан «тестирует» смоделированного по памяти погибшего пилота «искусственного ребёнка». Классик предвосхитил как технологию, так и первое эстетическое впечатление от неадекватных параметров модели.
Впервые в играх скелетная анимация появилась в игре Half-Life (1998).